# Гвинейская федерация футбола
Гвине́йнская федера́ция футбо́ла (фр. Fédération Guinéenne de Football) — организация, осуществляющая контроль и управление футболом в Гвинее. Располагается в Конакри. ГФФ основана в 1960 году, вступила в ФИФА в 1962 году, а в КАФ — в 1963 году. В 1975 году стала членом-основателем Западноафриканского футбольного союза. Федерация организует деятельность и управляет национальными сборными по футболу (мужской, женской, молодёжными). Под эгидой федерации проводится чемпионат страны и многие другие соревнования.